# Bolesław Sulik
Bolesław Andrzej Sulik (ur. 8 kwietnia 1929 w Toruniu, zm. 22 maja 2012 w Otwocku) – polski reżyser, dziennikarz, w latach 1995–1999 przewodniczący Krajowej Rady Radiofonii i Telewizji.

## Życiorys
Syn Nikodema i Anieli. W 1946 nielegalnie wyjechał do Włoch, dołączył do swojego ojca Nikodema Sulika (żołnierza armii Andersa), z którym zamieszkał w Wielkiej Brytanii. Ukończył wyższe studia ekonomiczne. Od końca lat 50. pracował jako dziennikarz, pisząc m.in. do polskiego miesięcznika literackiego „Kontynenty” i recenzje filmowe dla tygodnika „Tribune”. W późniejszym czasie współpracował z Radiem Wolna Europa i „Kulturą”. Na początku lat 60. został absolwentem reżyserii, tworzył scenariusze filmowe, później był reżyserem telewizyjnym. Wyreżyserował m.in. dokument W Solidarności dla BBC.
W 1991 na stałe powrócił do Polski. W kwietniu 1993 z rekomendacji Unii Demokratycznej został wybrany w skład Krajowej Rady Radiofonii i Telewizji. Zajmował to stanowisko do kwietnia 1999. Od maja 1995 pełnił funkcję jej wiceprzewodniczącego, a od grudnia 1995 do końca kadencji był przewodniczącym KRRiT. W 2000 został członkiem rady nadzorczej Telewizji Polskiej, a w 2003 kierownikiem działu artystyczno-literackiego filmu w Agencji Filmowej TVP.
W 1999 odznaczony Krzyżem Komandorskim Orderu Odrodzenia Polski. W 1977 został wyróżniony nagrodą przyznaną przez paryską „Kulturę”.
Pochowany został przy kościele Świętej Anny w Kamiennej Starej.